# توماش مایفسکی
توماش مایفسکی (انگلیسی: Tomasz Majewski؛ زادهٔ ۳۰ اوت ۱۹۸۱) یک پرتاب‌گر وزنه، و ورزشکار دو و میدانی اهل لهستان است. وی در مسابقات کشوری و بین‌المللی در مجموع برندهٔ ۲ مدال طلا، ۳ مدال نقره شده‌است.